# ノルニル・少年よ我に帰れ
「ノルニル・少年よ我に帰れ」（ノルニル・しょうねんよわれにかえれ）は、やくしまるえつこがやくしまるえつこメトロオーケストラ名義で発表した5枚目のシングル。2011年10月5日にスターチャイルドから発売された。

## 概要
「ノルニル」は、2011年（平成23年）7月7日からMBSテレビで放送が開始された、幾原邦彦が監督を務めたテレビアニメ『輪るピングドラム』の主題歌に起用され、「少年よ我に帰れ」は、同アニメ15話からの後期OPとして起用。
やくしまるえつこメトロオーケストラの名の通り、演奏陣には、ストリングスや金管楽器、木管楽器などの奏者が参加しており、「ノルニル」には、Giulietta Machineの江藤直子（ピアノ）と大津真（ギター）、ナスノミツル（ベース）、植村昌弘（ドラム）、青木タイセイ（トロンボーン）、鈴木正則（トランペット）、ストリングスにグレート栄田ストリングス。「少年よ我に帰れ」には、ROVOの芳垣安洋（ドラム）、栗コーダーカルテットの栗原正己（ベース）、元ハイポジの近藤研二（ギター&ピアノ）、高良久美子（パーカッション）、宮地夏海（フルート）、庄司知史（オーボエ）、中川英二郎（トロンボーン）、エリック・ミヤシロ（トランペット）、竹野昌邦（テナーサクソフォーン）、ストリングスに桑野聖ストリングスがメンバーとして参加している。
ジャケットのイラストの箔押しと型押しは、やくしまるが担当しており、初回プレス分のみ古書をイメージしたアウターケース仕様となる。
HMV、タワーレコード（オンラインショップを含む全店）、TSUTAYAの一部店舗とdisk unionの一部店舗にて、先着購入者特典として、Ametsubによるノルニル、DJ BAKUによる少年よ我に帰れのリミックス曲が収録されたCDが配布される。
また、「少年よ我に帰れ」はPop'n music peaceに収録されている。

## 収録曲
| 全作詞・作曲: ティカ・α。 |                                    |           |            |          |      |
| #                         | タイトル                           | 作詞      | 作曲・編曲 | 編曲     | 時間 |
| 1.                        | 「ノルニル」                       | ティカ・α | ティカ・α  | 江藤直子 | 7:04 |
| 2.                        | 「少年よ我に帰れ」                 | ティカ・α | ティカ・α  | 近藤研二 | 6:28 |
| 3.                        | 「ノルニル」(off vocal ver.)       | ティカ・α | ティカ・α  | 江藤直子 | 7:04 |
| 4.                        | 「少年よ我に帰れ」(off vocal ver.) | ティカ・α | ティカ・α  | 近藤研二 | 6:24 |

| #  | タイトル                          | 作詞 | 作曲・編曲 | 時間 |
| -- | --------------------------------- | ---- | ---------- | ---- |
| 1. | 「ノルニル」(Ametsub remix)       |      |            | 6:57 |
| 2. | 「少年よ我に帰れ」(DJ BAKU remix) |      |            | 5:12 |

## 演奏
ノルニル
- やくしまるえつこ：Vocal, Chorus
- 植村昌弘：Drums
- ナスノミツル：Bass
- 大津真：Guitar
- 江藤直子：Piano
- 青木タイセイ：Trombone
- 鈴木正則：Trumpet
- グレート栄田ストリングス：Strings

少年よ我に帰れ
- やくしまるえつこ：Vocal, Chorus
- 芳垣安洋：Drums
- 栗原正己：Bass
- 近藤研二：Guitar, Piano
- 高良久美子：Percussion
- 宮地夏海：Flute
- 庄司知史：Oboe
- 中川英二郎：Trombone
- エリック宮城：Trumpet
- 竹野昌邦：Tenor Saxophone
- 桑野聖ストリングス：Strings